# ヒポクリシー
ヒポクリシー(Hypocrisy)は、スウェーデンのデスメタル/メロディックデスメタルバンド。初期は、普通のデスメタルを演奏するバンドであったが、1990年代後半からはメロディを取り入れ、メロディックデスメタルにカテゴライズされることも多い。ヘヴィメタルバンドには珍しく、活動の大部分が3人体制である。
現在までにフルアルバム11枚をリリースしているベテランバンドであり、デビューから一貫してニュークリア・ブラストと契約している。

## 略歴
1988年にスウェーデンのレコーディング・スタジオ・アビス (The Abyss)のオーナー、ピーター・テクレンのソロプロジェクトとして立ち上げられた。立ち上げ時の名前は、セディシャス (Seditious)。1990年頃にヒポクリシー (Hypocrisy)に名前を変更している。1991年に『Rest in Pain』と題される3曲入りデモテープをレコーディングするが、ピーターが自身のボーカルパートの出来に満足できずレコード会社への送付は行われなかった。このデモは、後にリリースされた『10 Years of Chaos and Confusion』（2001年リリース）の限定盤ボーナスディスクに『Demo '91』として収録された。
1992年初頭に、更に2曲を追加して再度『Rest in Pain』をレコーディングする。このデモでは、マッセ・ブロベリ (Vo)がボーカリストとして参加している。ピーターはこのデモを2つのレコード会社へ送付し、そのうち返答を返してきたニュークリア・ブラストと契約に至った。これを受けて、ピーターはマッセと共にこのプロジェクトをバンドとして活動していくことにしている。このデモも、前述の『Demo '91』と同じく『10 Years of Chaos and Confusion』（2001年リリース）の限定盤ボーナスディスクに『Demo '92』として収録された。
マッセの元バンドメイトのミカエル・ヘッドルンド (B)、ピーターの元バンドメイトのラーズ・スゥーケ (Ds)、そしてラーズのバンドメイト、ヨナス・エステルベリ (G)が加入してバンド体制が確立された。同年中に1stアルバム『Penetralia』をニュークリア・ブラストからリリースしデビューする。リリース後ヨナス・エステルベリが脱退。翌1993年に2ndアルバム『Osculm Obscenum』をリリース。リリース後マッセ・ブロベリが脱退し、ピーター・テクレンが再度ボーカルも担当することになる。
1994年に3rdアルバム『The Fourth Dimension』、1996年に4thアルバム『Abducted』をリリースするなど順調に活動しているかに見えたが、ニュークリア・ブラストからのサポートが十分ではなかったこと、ピーター・テクレン以外のバンドメンバーがバンド活動に対して非協力的だったことから、次アルバムを以て解散という危機に瀕していた。実際、1997年リリースの5thアルバム『The Final Chapter』のアルバムタイトルからもその状況がうかがえる。
しかし、5thアルバムリリース後ニュークリア・ブラストとバンドメンバーの対応が変わったことから、ピーター・テクレンは解散を保留する。そして翌1998年のヴァッケン・オープン・エアでの成功で解散を撤回した。この時のライブの様子は、VHS及びCDで『Hypocrisy Destroys Wacken』と題されリリースされた。
その後も毎年のようにアルバムをリリースしたり、ライブアルバムをリリースするなど精力的に活動していた。2004年に1993年以降不変だったバンドメンバーに変動が起こる。ドラマーのラーズ・スゥーケが脱退し、ホルグが加入。また、ギタリストとしてアンドレアス・ホルマが加入。バンドが3人体制から4人体制に変化した。2005年に10thアルバム『Virus』をリリースする。翌2006年にはアンドレアス・ホルマが脱退し、再び3人体制になっている。
2009年には11thアルバム『A Taste of Extreme Divinity』をリリース。2013年に12thアルバム『End of Disclosure』をリリースしている。その後、テクレンが音楽プロデューサー業と別プロジェクトにより、活動が停滞する。
2021年、8年ぶりとなるニューアルバム『Worship』をリリース。
2022年4月に、ドラマーのホルグが脱退した。その後、ザ・クラウンで活動するヘンリク・アクセルソン (Ds)がライヴセッションとして参加することが発表された。メインはアクセルソンが務めるが、一部のライヴでは、テクレンの息子であるセバスティアン・テクレン (Ds)がセッション参加する。

## メンバー

### 現メンバー
- ピーター・テクレン (Peter Tägtgren) - ボーカル、ギター、キーボード

バンドの中心人物。バンドとしての活動初期はギター専任だった。7thアルバム『Into the Abyss』の頃は、7弦ギターを使用していた。
- ミカエル・ヘッドルンド (Mikael Hedlund) - ベース

### 旧メンバー
- マッセ・ブロベリ (Masse Broberg) - ボーカル

ダーク・フューネラル、デモノイド、ウィッチリーでも活動。
- ヨナス・オステルベリ (Jonas Österberg) - ギター
- アンドレアス・ホルマ (Andreas Holma) - ギター

スカー・シンメトリーでも活動。
- ラーズ・スゥーケ (Lars Szöke) - ドラム
- ホルグ (Horgh) - ドラム

イモータルでも活動している。

### ライブメンバー
- マティアス・カミヨ (Mathias Kamijo) - ギター

1996年から、2004年頃のライブにかけて参加。ライブアルバム『Hypocrisy Destroys Wacken』には、メンバーと同じようにクレジットされている。
- クラス・イーデバリー (Klas Ideberg) - ギター

2006年のライブに参加。ダーケイン、テラー2000、ザ・ディフェイスドで活動。
- トーマス・エロフソン (Thomas Elofsson) - ギター

2010年以降のライヴに参加。
- ヘンリク・アクセルソン (Henrik Axelsson) - ドラム

2022年のホルグ脱退後のライヴに参加。ザ・クラウンなどで活動。
- セバスティアン・テクレン (Sebastian Tägtgren) - ドラム

2022年のホルグ脱退後のライヴに参加。

## ディスコグラフィー

### スタジオアルバム
- 1992年 Penetralia
- 1993年 オスキュラム・オブシーナム Osculum Obscenum
- 1994年 ザ・フォース・ディメンション The Fourth Dimension
- 1996年 アブダクティッド Abducted
- 1997年 ザ・ファイナル・チャプター The Final Chapter
- 1999年 ヒポクリシー Hypocrisy
- 2000年 イントゥー・ジ・アビス Into the Abyss
- 2002年 キャッチ22 Catch 22
- 2004年 ジ・アライヴァル The Arrival
- 2005年 ヴァイラス Virus
- 2008年 ‘’Catch 22 (V2.0.08) (Catch 22のリレコーディング盤)
- 2009年 A Taste of Extreme Divinity
- 2013年 エンド・オブ・ディスクロージャー End of Disclosure
- 2021年 ワーシップ Worship

### ライブアルバム
- 1999年 デストロイズ・ヴァッケン Hypocrisy Destroys Wacken
- 2011年 Hell Over Sofia - 20 Years Of Chaos And Confusion

### ベストアルバム
- 2001年 10 Years of Chaos and Confusion
- 2010年 Beast of Hypocrisy

### デモ
- 1991年 Rest in Pain
- 1992年 Rest in Pain

### シングル・EP
- 1993年 Pleasure of Molestation (EP)
- 1994年 Inferior Devoties (EP)
- 1996年 Maximum Abduction (EP)
- 1996年 Carved Up (Single)
- 2005年 Virus Radio EP (EP)
- 2008年 Don't Judge Me (Single)

### 映像作品
- 1999年 Hypocrisy Destroys Wacken
- 2001年 Live & Clips
- 2011年 Hell over Sofia - 20 Years of Chaos and Confusion

### スプリットアルバム
- 1992年 Nuclear Blast Sampler (Afflicted、Resurrection、SinisterとのスプリットCD)
- 1996年 Hypocrisy / Meshuggah  (メシュガーとのスプリットCD)
- 2001年 Nuclear Blast Festivals 2000 (Raise Hell、カタクリズム、デストラクション、CrematoryとのスプリットCD)
- 2009年 Valley of the Damned / Hordes of War (イモータルとのスプリットCD)